# Бычий крылатый орляк
Бычий крылатый орляк (лат. Pteromylaeus bovinus) — вид хрящевых рыб рода крылатых орляков семейства орляковых скатов отряда хвостоколообразных надотряда скатов. Они обитают в тропических, субтропических и тёплых умеренных водах восточно-центральной и юго-восточной части Атлантического и западной части Индийского океанов. Встречаются на глубине до 150 м. Максимальная зарегистрированная ширина диска 222 см. Грудные плавники этих скатов срастаются с головой, образуя ромбовидный диск, ширина которого превосходит длину. Характерная форма плоского рыла напоминает утиный нос. Тонкий хвост намного длиннее диска. Шипы на хвосте отсутствуют. Окраска дорсальной поверхности диска светло-коричневого цвета с поперечными бледными серо-голубыми полосами.

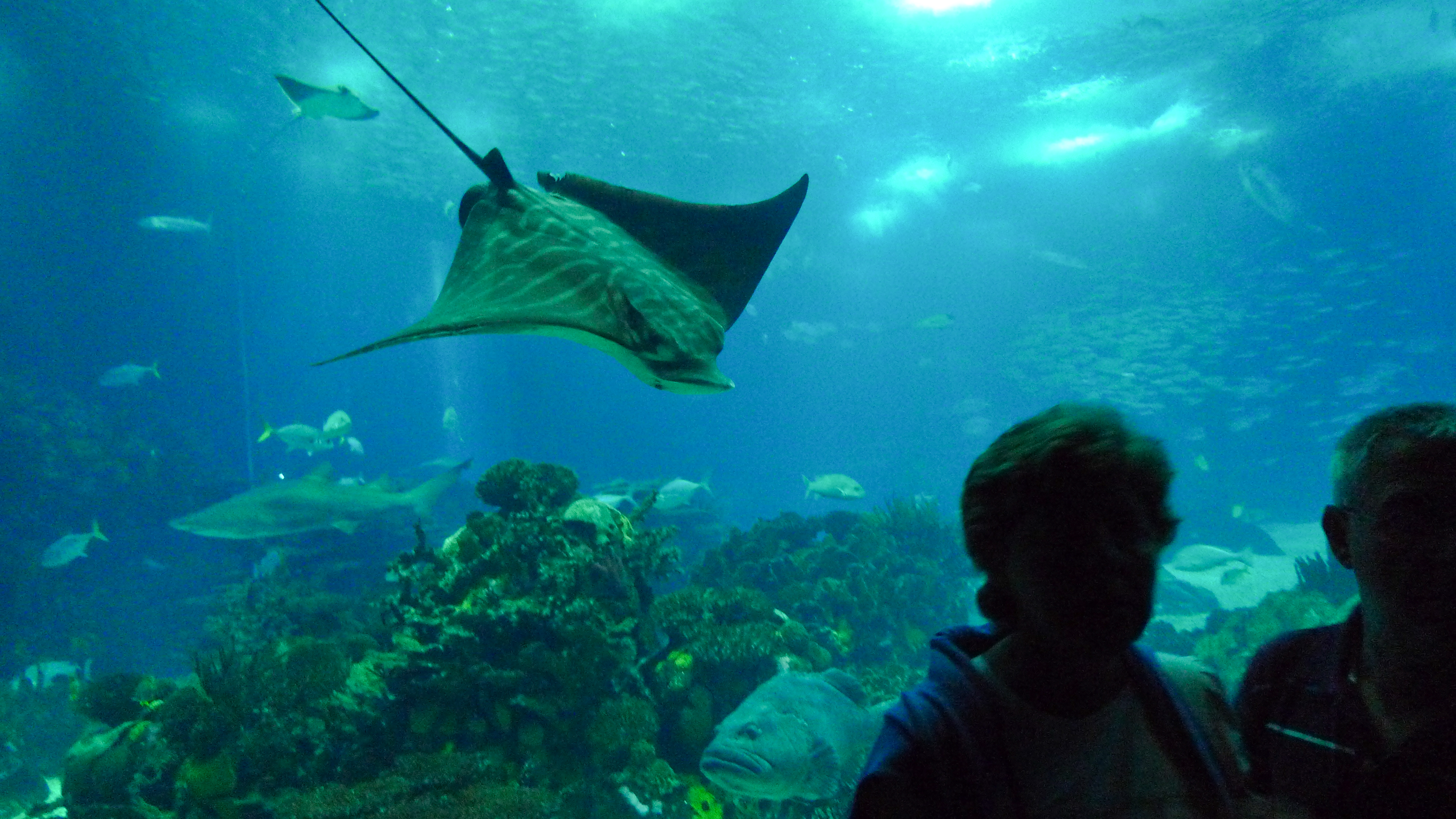
Бычий крылатый орляк в океанариуме Лиссабона

Подобно прочим хвостоколообразным бычьи крылатые орляки размножаются яйцеживорождением.  Эмбрионы развиваются в утробе матери, питаясь желтком и гистотрофом. В помёте до 4 новорождённых. Рацион состоит из различных беспозвоночных, включая ракообразных и моллюсков. Представляют интерес для целевого коммерческого промысла, попадаются качестве прилова. Мясо используют в пищу. Ценный трофей для рыболовов-любителей.

## Таксономия и филогенез
Впервые вид был научно описан в 1817 году. Видовой эпитет происходит от слова лат. bovina — «бычий». Этот вид часто путают с обыкновенным скатом-орляком. 

## Ареал и места обитания
Бычьи крылатые орляки обитают в восточной части Атлантического океана, в том числе в Средиземном и Чёрном море, однако их точный ареал не установлен. Их присутствие в водах многих стран Западной Африки вызывает сомнение и требует дополнительного подтверждения. Известно точно, что они обитают в прибрежных водах Марокко, Западной Сахары, Сенегала, Канарских островов, Мадейры, Мавритании, Гамбии, Гвинеи и Гвинеи-Бисау. У южного побережья Африки они попадаются от юга Западно-Капской провинции до Занзибара. Севернее, в том числе у Намибии они отсутствуют. В европейской части восточной Атлантики их ареал включает воды Албании, Боснии и Герцеговины, Хорватии, Кипра, Франции, Греции, Италии, Мальты, Монако и Словении. Эти скаты встречаются мелководье от зоны прибоя до 65 м, а по некоторым данным до 150 м. Иногда они заходят в солоноватые воды эстуариев и лагун. Попадаются как у дна, так и у поверхности воды. 

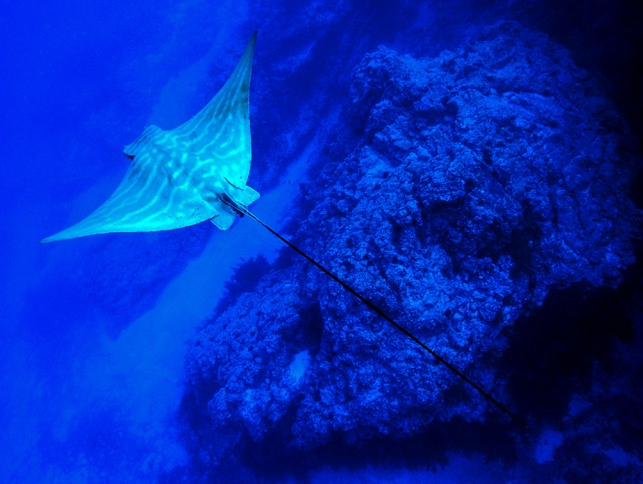
Бычий крылатый орляк в водах Тенерифе

## Описание
Грудные плавники этих скатов срастаются с головой, образуя ромбовидный плоский диск, ширина которого превышает длину, края плавников имеют форму заострённых («крыльев»). Характерная форма треугольного плоского рыла, образованного сросшимися передними краями грудных плавников, напоминает утиный нос. Голова широкая и удлинённая, рыло закруглено. Кнутовидный хвост намного длиннее диска. Позади глаз расположены брызгальца. На вентральной поверхности диска имеются 5 пар жаберных щелей, рот и ноздри. Зубы образуют плоскую трущую поверхность, состоящую из 7 рядов на каждой челюсти. Дорсальная поверхность диска светло-коричневого цвета с поперечными бледными серо-голубыми поперечными полосами. Максимальная зарегистрированная ширина диска 222 см, а вес 116 кг.

## Биология[4]
Подобно прочим хвостоколообразным бычьи крылатые орляки относятся к яйцеживородящим рыбам. Эмбрионы развиваются в утробе матери, питаясь желтком и гистотрофом. В помёте 3—4 новорождённых с диском шириной около 35 см, по другим данным 3—7 новорождённых с диском шириной 45 см. В водах Сенегала беременность длится 5—6 месяцев, а у побережья ЮАР около года. Максимальная зарегистрированная ширина диска эмбриона 27 см. Самцы и самки достигают половой зрелости при ширине диска примерно 100 см, что соответствует возрасту 1,2 года. Рацион бычьих крылатых орляков состоит из крабов, креветок, брюхоногих, двустворчатых и головоногих моллюсков.
На бычьих крылатых орляках паразитируют моногенеи Empruthotrema chisholmae, Heliocotyle kartasi
 и Myliocotyle pteromylaei, цестоды Caulobothrium sp. и Halysioncum sp., нематоды Mawsonascaris pastinacae и веслоногие Pseudocharopinus pteromylaei.

## Взаимодействие с человеком
Бычьи крылатые орляки являются объектом целевого лова в некоторых частях своего ареала. Мясо высоко ценится. Вид страдает от ухудшения условий среды обитания. Данных для оценки Международным союзом охраны природы  охранного статуса вида недостаточно. Этих скатов иногда содержат в публичных аквариумах.